# Тиле, Герман
Герман Тиле (нем. Hermann Thiele; 1867, Дюссельдорф — 1930, Кёнигсберг) — немецкий скульптор, художник, график, создатель нескольких скульптурных композиций в Кёнигсберге.

## Биография
Герман Тиле родился в 1867 году в Дюссельдорфе. В 1913 году переехал в Кёнигсберг, где создал несколько скульптурных работ.

## Творчество

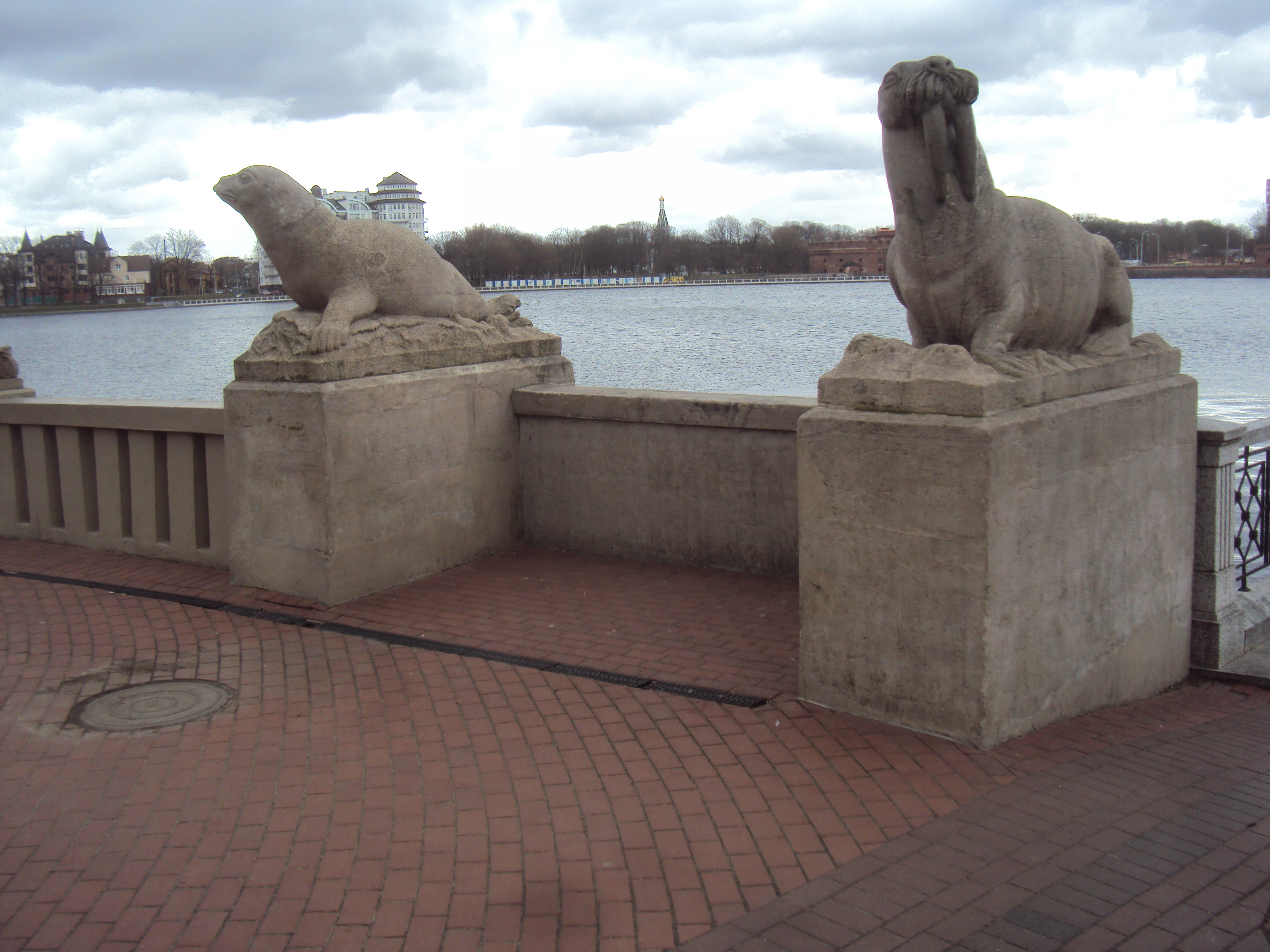
Скульптуры морских животных

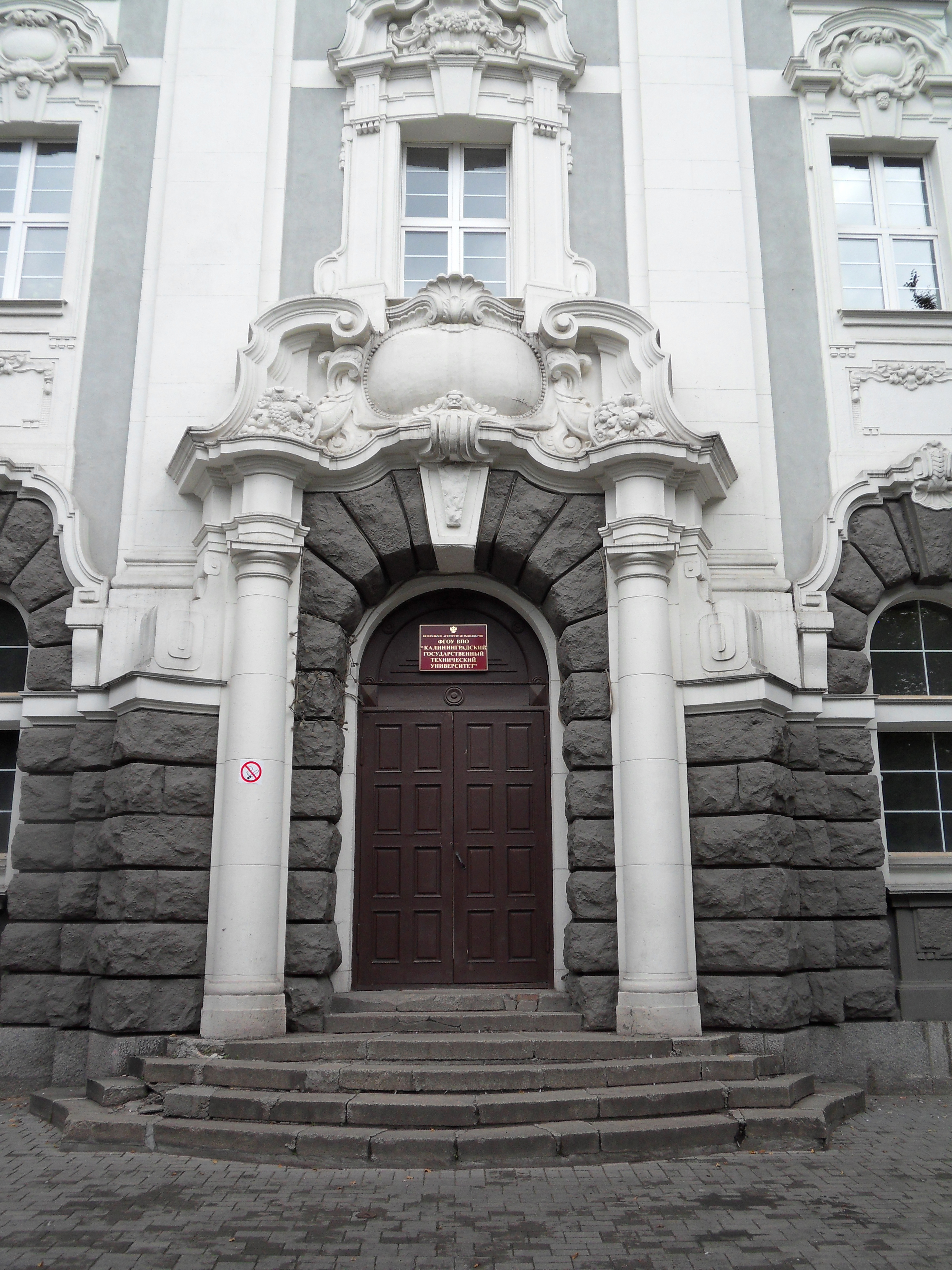
Портал бывшего земельного суда

### Морские животные
Берега Верхнего озера в Кёнигсберге были украшены скульптурами. На западном берегу в 1913 году была установлена группа из четырёх скульптур морских животных из искусственного камня: моржа, морского слона, тюленя и морского льва работы Германа Тиле. Изначально скульптуры стояли в следующей последовательности слева направо: морской слон, морской лев, морж и тюлень; затем — морской слон, тюлень, морской лев и морж. До настоящего времени сохранились две оригинальные скульптуры, две другие были воссозданы.
В 2009—2010 годах проводились реставрационные работы. В сентябре-ноябре 2012 года петербургской мастерской «Наследие» были проведены повторные реставрационные работы стоимостью 5,5 млн рублей. Скульптуры были расставлены в оригинальной последовательности.
Постановлением Правительства Калининградской области от 23 марта 2007 года № 132 скульптуры морских животных получили статус объекта культурного наследия РФ регионального значения.

### Четыре ангелочка на дельфинах
В 1913 году на балюстраде ручья Валльграбен (нем. Wallgraben) неподалёку от Дома Техники (ныне — сквер между улиц Гаражная, Юношеская, Горького) была установлена скульптурная композиция авторства Тиле, изображающая ангелочков, скачущих верхом на дельфинах, а также лежащих быков. Скульптуры в повреждённом виде хранятся в музее Балтийского Федерального Университета имени Канта.

### Портал земельного суда
В 1914 году Герман Тиле создал портал здания земельного и административного суда Кёнигсберга (нем. Land- und Amtsgericht, ныне — корпус Балтийского Федерального Университета имени Канта, проспект Мира, 2).
Постановлением Правительства Калининградской области от 23 марта 2007 года № 132 комплекс зданий судов получил статус объекта культурного наследия регионального значения.